# سونيك بلاست
سونيك بلاست (بالإنجليزية: Sonic Blast؛ باليابانية: Gソニック) ومعروف في اليابان بأسم G Sonic هي لعبة فيديو من سيجا لـجهاز سيجا جيم جير، وتم اصدارها في ديسمبر 1996 لأمريكا الشمالية والأسواق الأوروبية. وتم اصدارها في السوق اليابانية في وقت لاحق من ذلك العام في 13 ديسمبر، وصدر أيضاً على الجهاز سيجا ماستر سيستم.

## روابط خارجية
- سونيك بلاست على موقع IMDb (الإنجليزية)